# 措佩特峰
47°03′26″N 12°21′41″E / 47.057208°N 12.361457°E

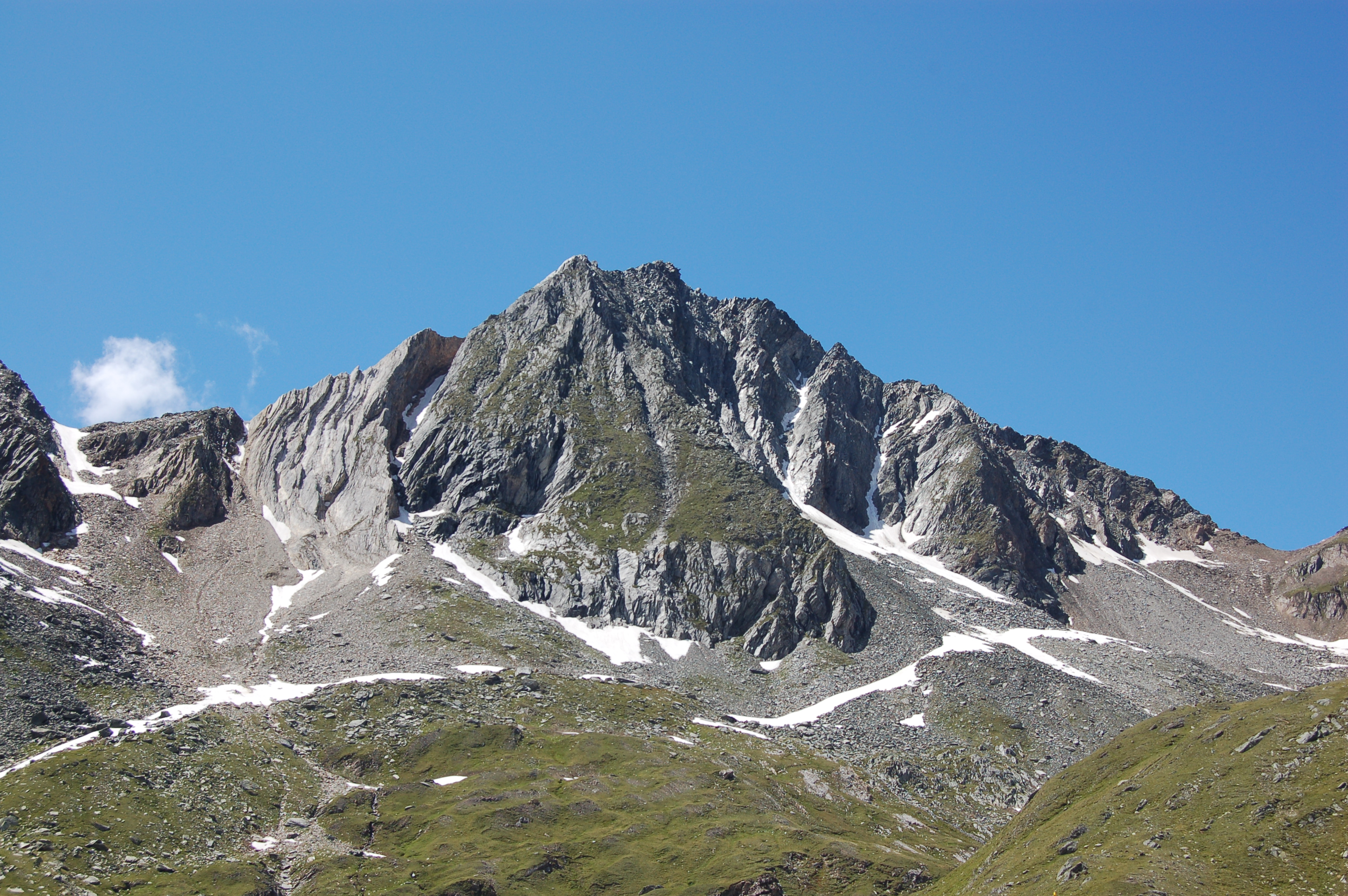

措佩特峰（德語：Zopetspitze），是奧地利的山峰，位於該國西部，由蒂羅爾州負責管轄，屬於維內迪傑山脈的一部分，海拔高度3,198米，人類在1898年8月14日首次登頂。